# Hemigraphis urens
Hemigraphis urens là một loài thực vật có hoa trong họ Ô rô. Loài này được (Roth) J.R.I. Wood mô tả khoa học đầu tiên năm 1994.